# Сын Саула
«Сын Саула» или «Сын Шауля» (венг. Saul fia) — венгерский фильм-драма 2015 года, действие которого происходит в 1944 году в концлагере Освенцим; первый полнометражный фильм режиссёра Ласло Немеша. В главной роли снялся непрофессиональный актёр Геза Рёриг.
Премьера фильма состоялась 15 мая 2015 года на Каннском кинофестивале, на котором он завоевал «Гран-при». В феврале 2016 года картина была удостоена премии «Оскар» за лучший фильм на иностранном языке — выдвинутая от Венгрии, она вошла в шорт-лист из девяти картин, а затем в число пяти номинантов.

## Сюжет
Действие фильма происходит в октябре 1944 года в концлагере Освенцим (Аушвиц-Биркенау). Саул Ауслендер (Геза Рёриг) входит в зондеркоманду — специальную группу евреев-заключённых, которым нацисты поручают выполнять часть вспомогательных работ, связанных с уничтожением людей в газовых камерах и сжиганием их тел и одежды. Саул становится свидетелем того, как нацистский врач убивает выжившего в газовой камере мальчика, в котором, как ему кажется, он признаёт своего сына. Он решает, что мальчика надо похоронить с еврейской молитвой (кадишем), и для осуществления этого пытается найти раввина. По ходу дела другие члены зондеркоманды узнаю́т, что нацисты собираются их всех скоро уничтожить. В надежде спастись они начинают подготовку побега, в которую также оказывается вовлечён Саул. В результате побега группе заключённых удаётся выбраться за пределы концлагеря, включая Саула, который несёт на себе мешок с телом мальчика.

## В ролях
| Актёр               | Роль                       |
| ------------------- | -------------------------- |
| Геза Рёриг          | Саул Ауслендер             |
| Левенте Мольнар     | Абрахам                    |
| Урс Рехн            | Бидерманн — оберкапо       |
| Тодд Шармон         | Браун — бородатый мужчина  |
| Шандор Жотер        | доктор                     |
| Марцин Чарник       | Файгенбаум                 |
| Ежи Вальчак         | Рабби — член зондеркоманды |
| Уве Лауэр           | Фосс — эсэсовец            |
| Кристиан Хартинг    | Буш — эсэсовец             |
| Камиль Добровольски | Митек                      |
| Амитай Кедар        | Хирш                       |
| Иштван Пион         | Кац                        |
| Юли Якаб            | Элла                       |
| Левенте Орбан       | Василий                    |

Актёры и роли приведены согласно информации в буклете, подготовленном для Каннского кинофестиваля.

## Премьера и прокат
Мировая премьера фильма «Сын Саула» состоялась 15 мая 2015 года на Каннском кинофестивале.
Прокат фильма в Венгрии начался 11 июня 2015 года.
Ограниченный прокат фильма в США начался 18 декабря 2015 года.
Премьера фильма в России назначена на 4 апреля 2016 года на закрытии фестиваля венгерского кино «CIFRA 2». Начало проката в российских кинотеатрах намечено на 14 апреля 2016 года.

## Критика
Оценки критиков оказались высокими. На сайте Rotten Tomatoes 96 % критиков из 87 дали киноленте положительную оценку. На Metacritic фильм имеет рейтинг 89 % на основании 39 рецензий.
Британский кинокритик Питер Брэдшоу считает, что по силе воздействия «Сына Саула» можно сравнить с такими фильмами как «Иди и смотри» Элема Климова и «Без судьбы» Лайоша Кольтаи. Брэдшоу пишет, что «по любым стандартам этот фильм можно было бы считать выдающимся, но для дебюта он поразителен».
Фильм вошёл в подавляющее большинство списков лучших фильмов года, и кинокритики считали его основным претендентом на премию «Оскар» в категории «Лучший фильм на иностранном языке».

## Награды и номинации
- «Гран-при» Каннского кинофестиваля, Франция, май 2015[7]
- Приз «Бронзовая лягушка» фестиваля кинооператорского искусства Camerimage (Матьяш Эрдей), Быдгощ, Польша, ноябрь 2015[22]
- Приз Международного кинофестиваля в Стокгольме за лучшую режиссуру (Ласло Немеш), Швеция, ноябрь 2015[23]
- Премия Национального совета кинокритиков США за лучший фильм на иностранном языке, декабрь 2015[24]
- Специальный приз жюри Сараевского кинофестиваля, Босния, 2015
- Премия «Золотой глобус» за лучший фильм на иностранном языке, США, январь 2016[25][26]
- Премия «Оскар» за лучший фильм на иностранном языке, США, февраль 2016[8]
- Премия «Спутник» за лучший международный фильм, США, февраль 2016
- Премия «Независимый дух» за лучший международный фильм, США, 2016
- Номинация на премию «Сезар» за лучший иностранный фильм, Франция, 2016
- Номинация на премию Гильдии режиссёров США за лучший дебютный фильм, США, 2016
- Номинация на премию 2-го Московского еврейского кинофестиваля в категории «На память / To the memory», Россия, 2016[27][28]
- Премия BAFTA за лучший фильм не на английском языке, Великобритания, 2017
- Премия «Золотой жук» за лучший иностранный фильм, Швеция, 2017
- Премия Лондонского кружка кинокритиков в номинации «Режиссёр года» (Ласло Немеш), Великобритания, 2017
- Номинация на премию «Гойя» за лучший европейский фильм, Испания, 2017
- Номинация на премию «Бодиль» за лучший неамериканский фильм, Дания, 2017
- Премия «Орлы» за лучший европейский фильм, Польша, март 2017[29]